# نیروی زمینی روسیه
نیروی زمینی فدراسیون روسیه (به روسی: Сухопутные войска Российской Федерации؛ Sukhoputnye voyska Rossiyskoy Federatsii) نیروهای زمینی نیروهای مسلح روسیه هستند.

## مأموریت
مسئولیتهای اصلی نیروهای زمینی محافظت از مرزهای ایالتی، نبرد در زمین، امنیت سرزمین‌های اشغالی و شکست نیروهای دشمن است. نیروهای زمینی باید بتوانند هم در جنگ هسته‌ای و هم در جنگ غیرهسته‌ای به‌ویژه بدون استفاده از سلاح‌های کشتار جمعی به این اهداف برسند. علاوه بر این آنها باید بتوانند در چارچوب تعهدات بین‌المللی خود از منافع ملی روسیه محافظت کنند. 
فرماندهی اصلی نیروهای زمینی به طور رسمی وظایف زیر را بر عهده دارد:
- آموزش نیروهای رزم، بر اساس وظایفی که توسط ستاد کل نیروهای مسلح تعیین شده‌است.
- بهبود ساختار و ترکیب نیروهای نظامی و بهینه‌سازی تعداد آنها از جمله برای نیروهای ویژه.
- توسعه نظریه و عمل نظامی
- تدوین و معرفی کتابچه‌های راهنمای آموزشی، تاکتیک‌ها و روش شناسی
- بهبود آموزش عملیاتی و رزمی نیروهای زمینی

## پرسنل

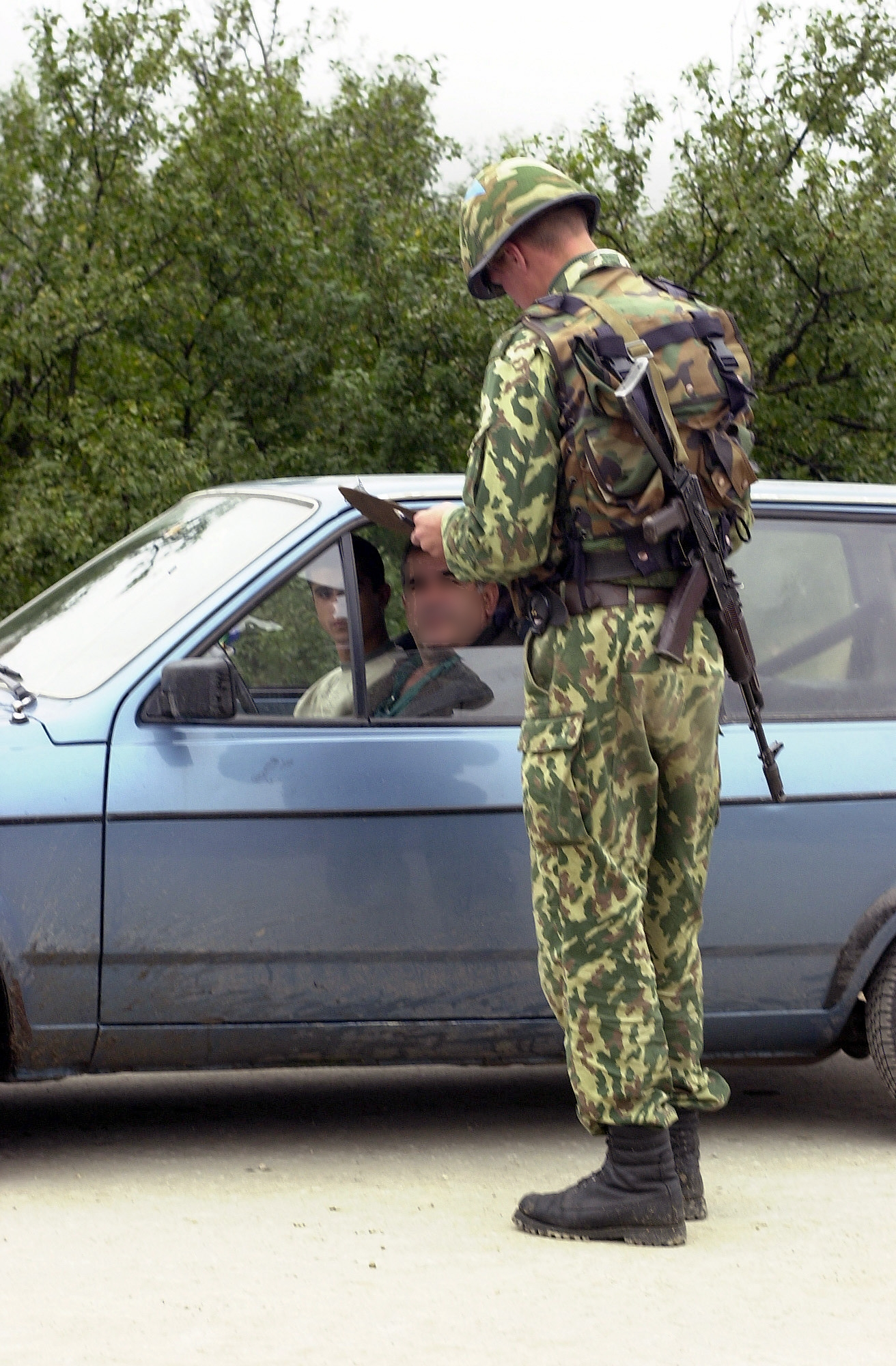
یک سرباز روسی در سال ۲۰۰۱ در یک پاسگاه در کوزوو

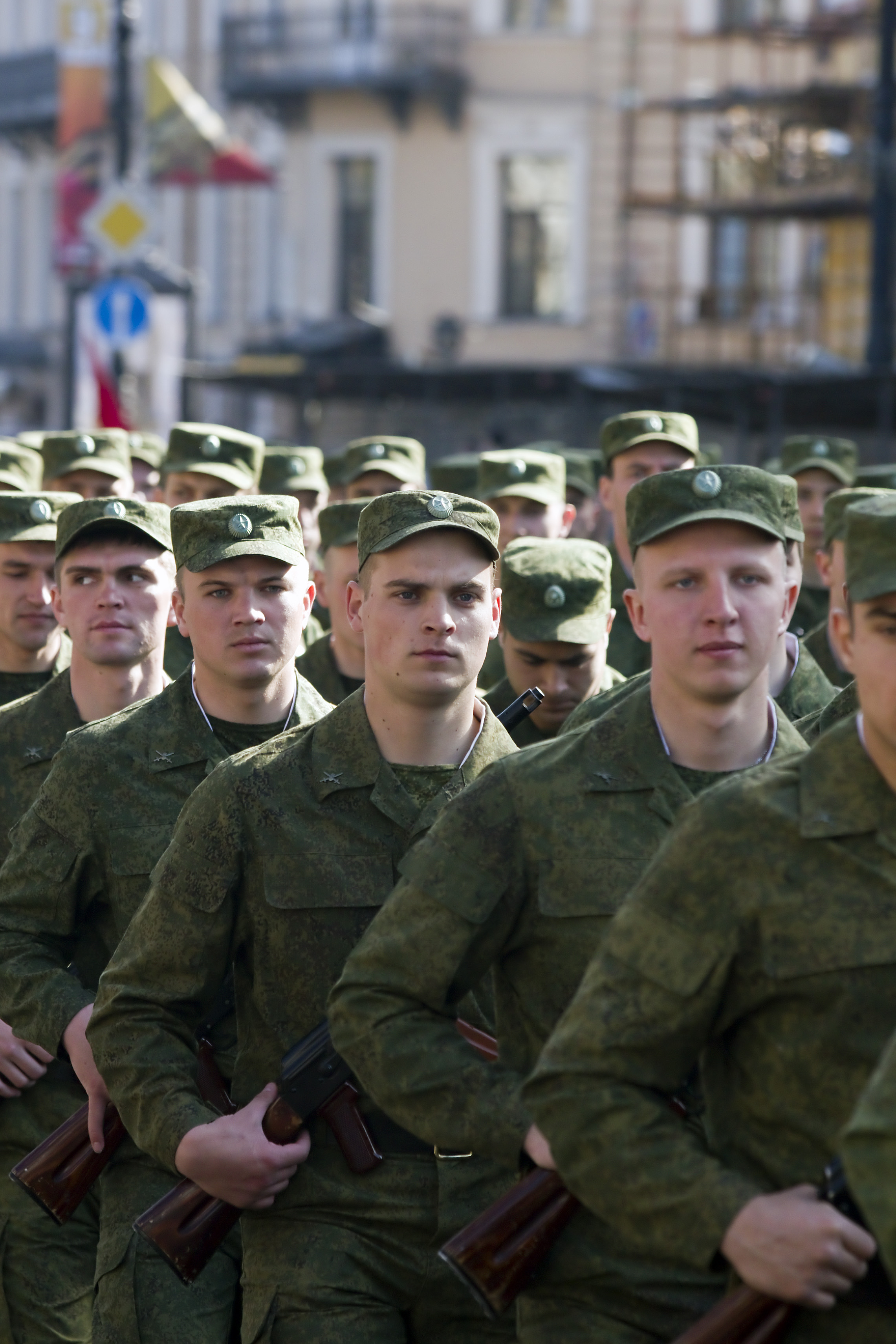
سربازان روسی در سال ۲۰۱۴ در سن پترزبورگ در رژه بودند.

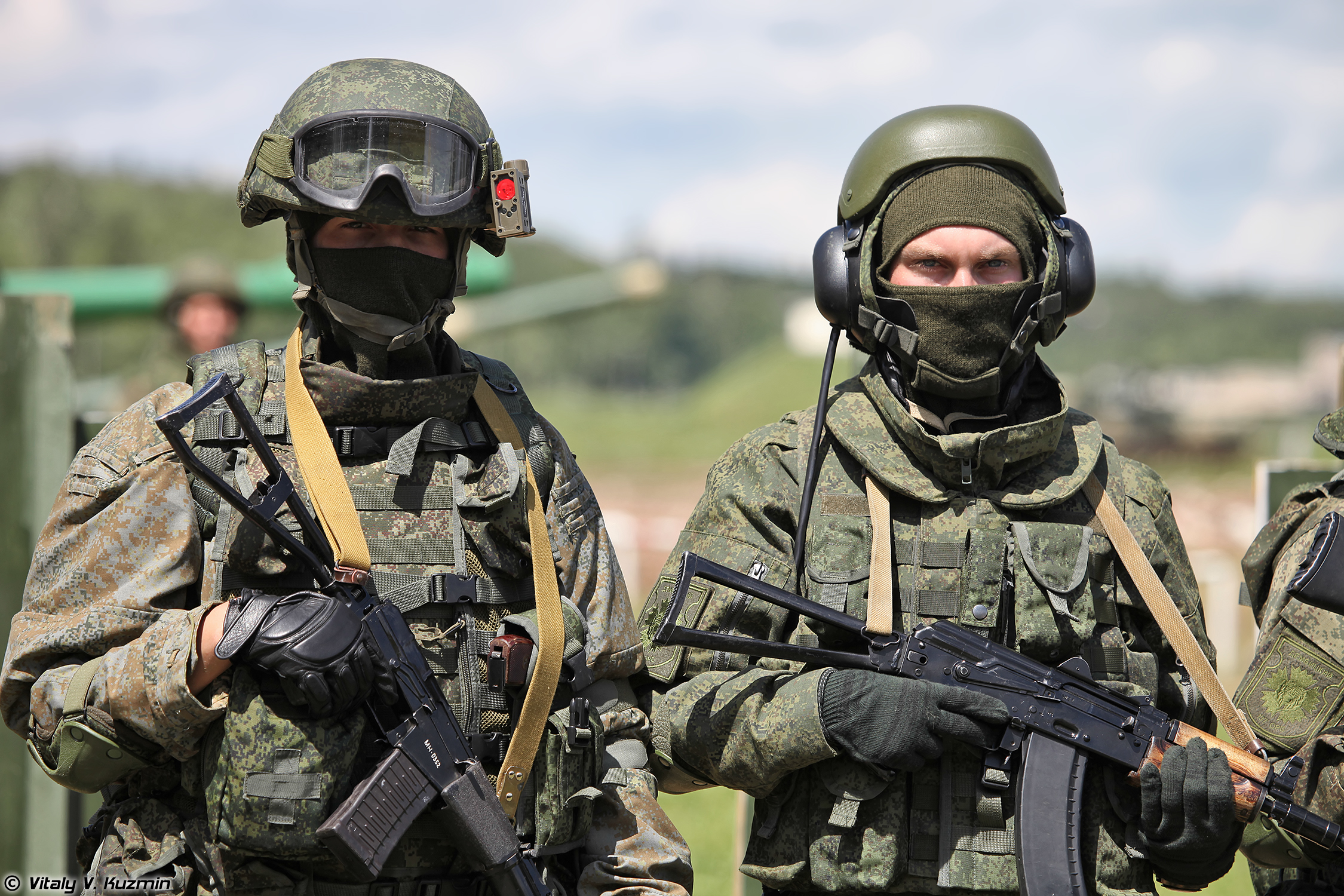
تجهیزات راتنیک توسط سربازان بخش ۴ تانک نگهبان پوشیده می‌شوند.

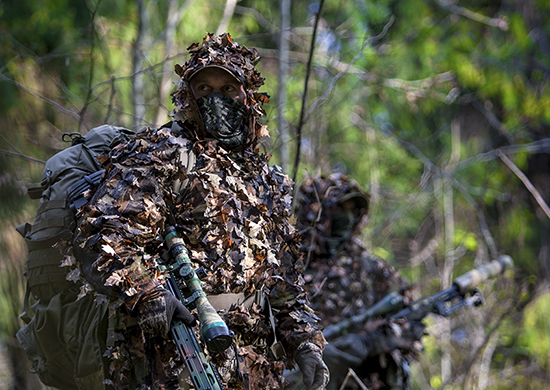
تک تیرانداز روس اسپتسناز (نیروهای ویژه)

## تجهیزات

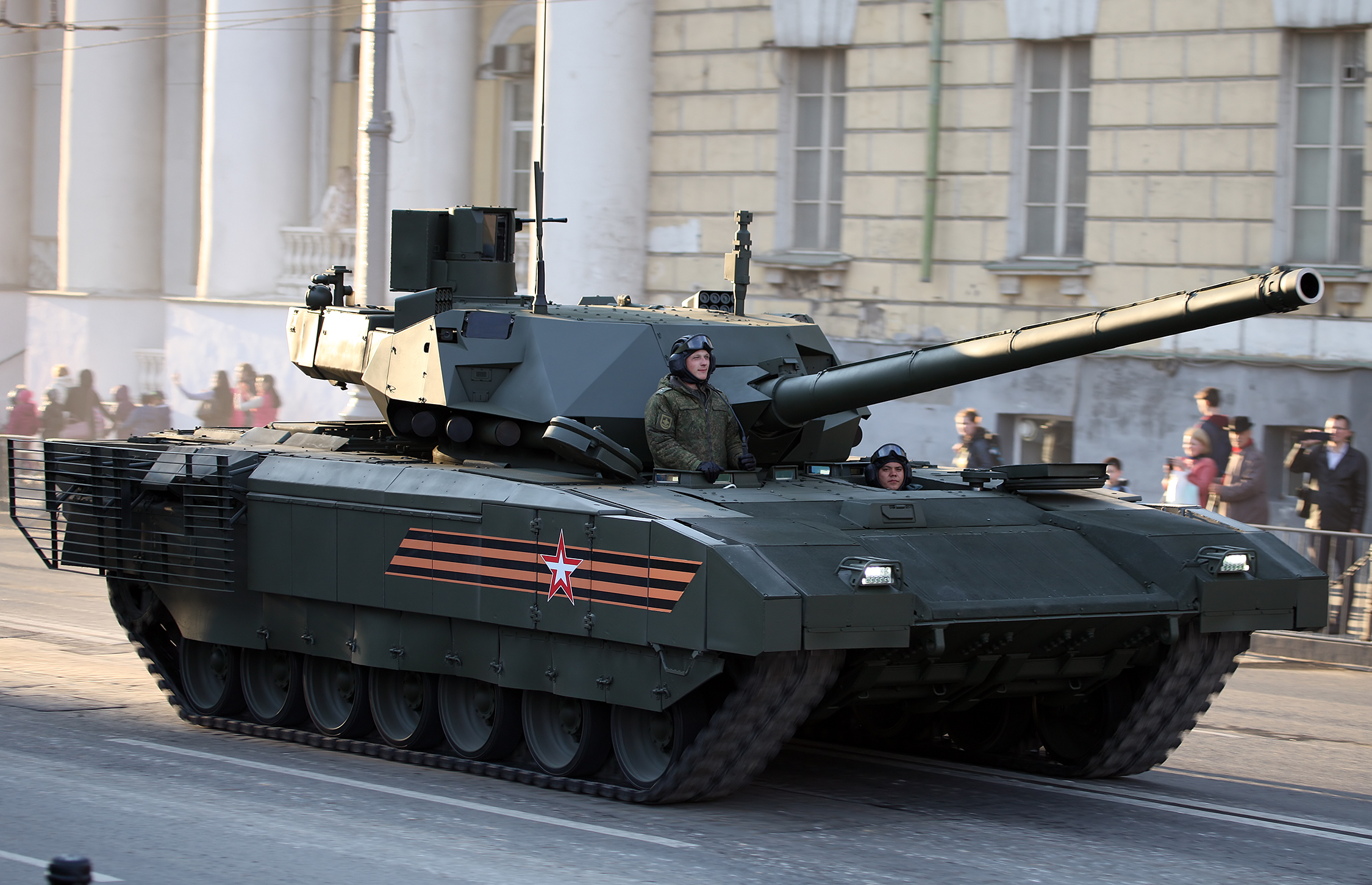
تانک تی-۱۴ آرماتا

### خلاصه تجهیزات
ارقام زیر از http://warfare.be گرفته شده است. ارقام ذکر شده به‌عنوان "فعال" فقط شامل تجهیزاتی می‌شوند که به‌نظر سرویس پذیر بوده و در سرویس فعال گردش می‌شوند. 
| نوع                    | فعال         | رزرو    |
| ---------------------- | ------------ | ------- |
| تانک اصلی نبرد         | ۲٬۵۶۲ ۵۰۰۰۰۰ |         |
| وسایل نقلیه پیاده نظام | ۳٬۲۲۹        | ≈۱۶٬۵۰۰ |
| زره پوش حامل پرسنل     | ۲٬۸۷۶        | ≈۵٬۰۰۰  |
| توپخانه یدک کش         | ۷۷۱۵         |         |
| توپخانه خود کششی       | ۶۶۰۵         |         |
| موشک توپخانه           | ۳۸۱۵         |         |
| پدافند سام             | ۱٬۵۳۱        |         |

## فرماندهان

### فرمانده کل (۲۰۰۱–تاکنون)
- نیکولای کورمیلتسف (۲۰۰۱–۲۰۰۴)
- الکسی ماسلوف (۲۰۰۴–۲۰۰۸)
- ولادیمیر بوندیرف (۲۰۰۸–۲۰۱۰)
- الکساندر پوستنیکوف استرلستوف (۲۰۱۰–۲۰۱۲)
- ولادیمیر چیرکین (۲۰۱۲–۲۰۱۳)
- سرگئی ایستراکوف (۲۰۱۳–۲۰۱۴)
- اولگ سالیکوف (۲۰۱۴–اکنون)